# Santa Terezinha (Santa Catarina)
Santa Terezinha – miasto i gmina w Brazylii, w stanie Santa Catarina. Znajduje się w mezoregionie Norte Catarinense i mikroregionie Canoinhas.